# San Gimignano

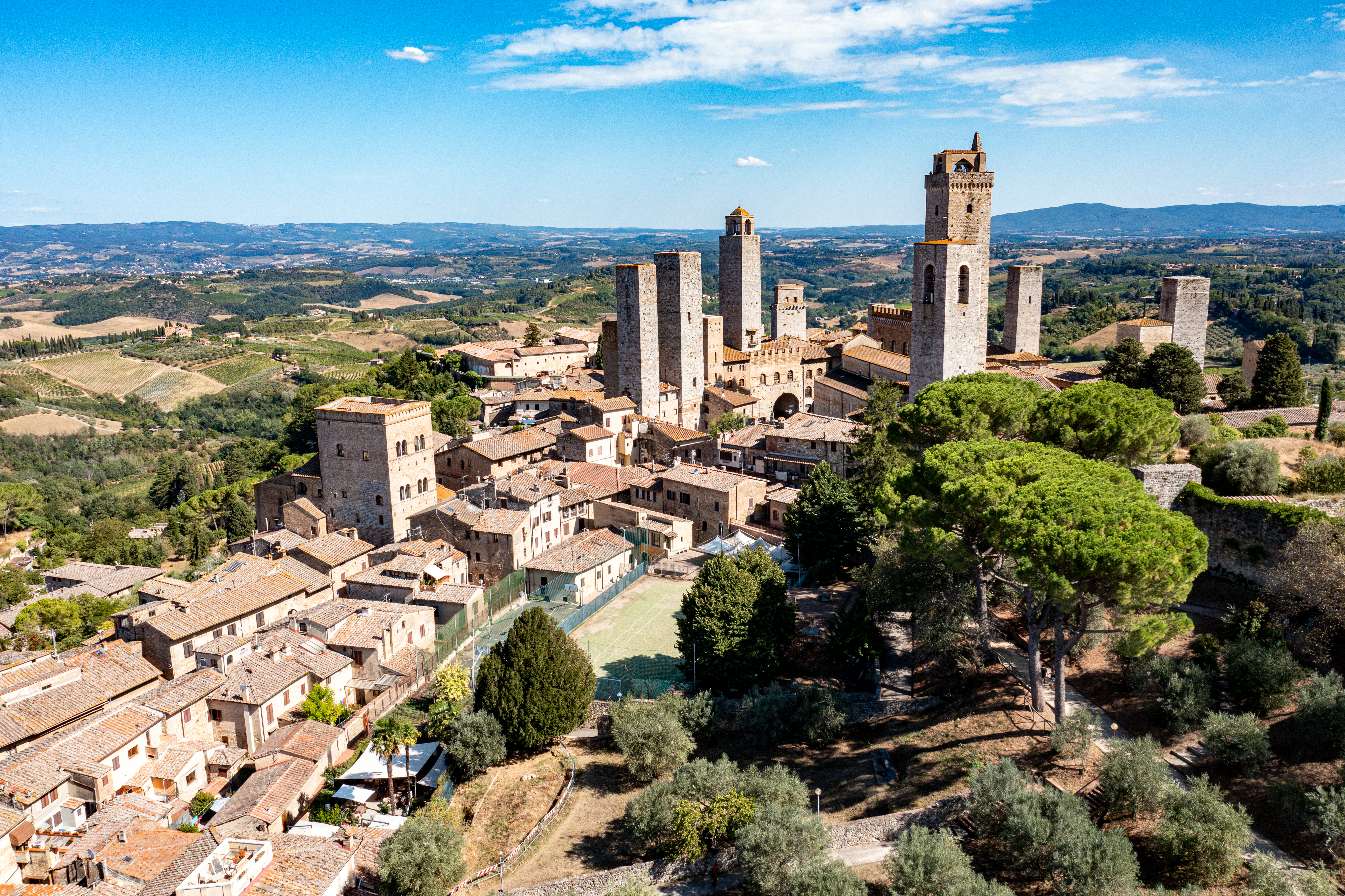
Blick über die Altstadt San Gimignano, Sept. 2021

San Gimignano ist eine italienische Kleinstadt in der Toskana mit einem mittelalterlichen Stadtkern. San Gimignano wird auch „Mittelalterliches Manhattan“ oder die „Stadt der Türme“ genannt. Die Stadt liegt in der Provinz Siena und hat 7459 Einwohner (Stand 31. Dezember 2024). Sie gehört neben Florenz, Siena und Pisa zu den von Touristen meistbesuchten Zielen in der Toskana.

## Allgemeines
Der historische Stadtkern ist seit dem Jahr 1990 Teil des Weltkulturerbes der UNESCO. San Gimignano besitzt noch einige der mittelalterlichen Geschlechtertürme, die in anderen Städten nur als Stümpfe erhalten blieben. Im Mittelalter versuchten die Patrizierfamilien, sich in der Höhe ihres Geschlechterturmes zu übertreffen, obwohl ein luxuriöses Leben darin nicht möglich war. Die beiden höchsten, der Torre Grossa aus dem Jahr 1311 und der Torre della Rognosa, weisen eine Höhe von 54 bzw. 51 Metern auf. Die Zisterne auf der Piazza della Cisterna entstand 1287 und wurde 1346 durch den Podestà Guccio Malavolti erweitert. Der Stadtkern von San Gimignano befindet sich auf einem Hügel der sich 334 Meter über dem Meeresspiegel befindet. So sind Geschlechtertürme schon von weit her sichtbar.

## Geografie

Lage der Gemeinde San Gimignano in der Provinz Siena

Die Stadt liegt ca. 40 km südwestlich der Regionalhauptstadt Florenz und ca. 28 km nordwestlich der Provinzhauptstadt Siena an der Via Francigena und im Elsatal. San Gimignano liegt in der klimatischen Einordnung italienischer Gemeinden in der Zone D, 2 085 GR/G.
Zu den Ortsteilen gehören Badia a Elmi (94 m, gehört teilweise zu Certaldo), Castel San Gimignano (377 m, gehört teilweise zu Colle di Val d’Elsa), Pancole (272 m), Santa Lucia (268 m) und Ulignano. Weitere wichtige Orte im Gemeindegebiet sind Montauto (277 m), Monteoliveto (275 m) Ranza und San Donato (357 m). Größter Ortsteil ist Ulignano mit ca. 690 Einwohnern.
Die wichtigsten Flüsse im Gemeindegebiet sind der Elsa (4 von 81 km im Gemeindegebiet) sowie die Torrenti Foci (4 von 15 km im Gemeindegebiet) und Riguardi (7 von 7 km im Gemeindegebiet).
Die Nachbargemeinden sind Barberino Tavarnelle (FI), Certaldo (FI), Colle di Val d’Elsa, Gambassi Terme (FI), Poggibonsi und Volterra (PI).

## Geschichte
San Gimignano soll bereits um 300 bis 200 v. Chr. von den Etruskern besiedelt worden sein. Zuvor war bereits das Gebiet um Pugiano besiedelt. In der Zeit des Hellenismus wurden erstmals die Gipfel der Hügel der Stadt besiedelt, worauf mehrere Gräber, die im Stadtzentrum gefunden wurden, hinweisen. Die Römer hingegen siedelten direkt an den Bächen und Flüssen. Aus dieser Zeit sind auch die Reste der Villa von Chiusi in der Nähe des Baches Fosci. Erstmals dokumentiert wurde der Ort 929 in einem Dokument, das von Hugo I. stammt und auf den 30. August datiert ist. Bei dem Dokument handelt es sich um eine Schenkung des Castello „in der Nähe an San Geminiano angrenzend“ an Adelard, den Bischof von Volterra. Den Namen erhielt die Stadt von dem heiligen Bischof von Modena, San Gimignano. Es heißt, er habe das Dorf vor den barbarischen Horden des Totila geschützt.
Diese Stadt verdankt ihre Existenz der Via Francigena (Frankenstraße). Auf diesem Hauptverkehrsweg des mittelalterlichen Italiens zogen Händler und Pilger vom Norden nach Rom. Die einzelnen Siedlungen entlang der Frankenstraße wuchsen im späten 10. Jahrhundert, aufgrund der vor allem französischen Pilger, langsam zu einer Stadt zusammen. Der Ort bildete sich als Marktstätte zwischen dem frühmittelalterlichen Castello und der Pieve, dem Vorgängerbau der Collegiata. Ein erster Stadtmauerring wurde im 10. Jahrhundert angelegt. Dessen Verlauf markieren zwei noch erhaltene Stadttore, im Norden der Arco della Cancelleria und im Süden der Arco dei Becci.

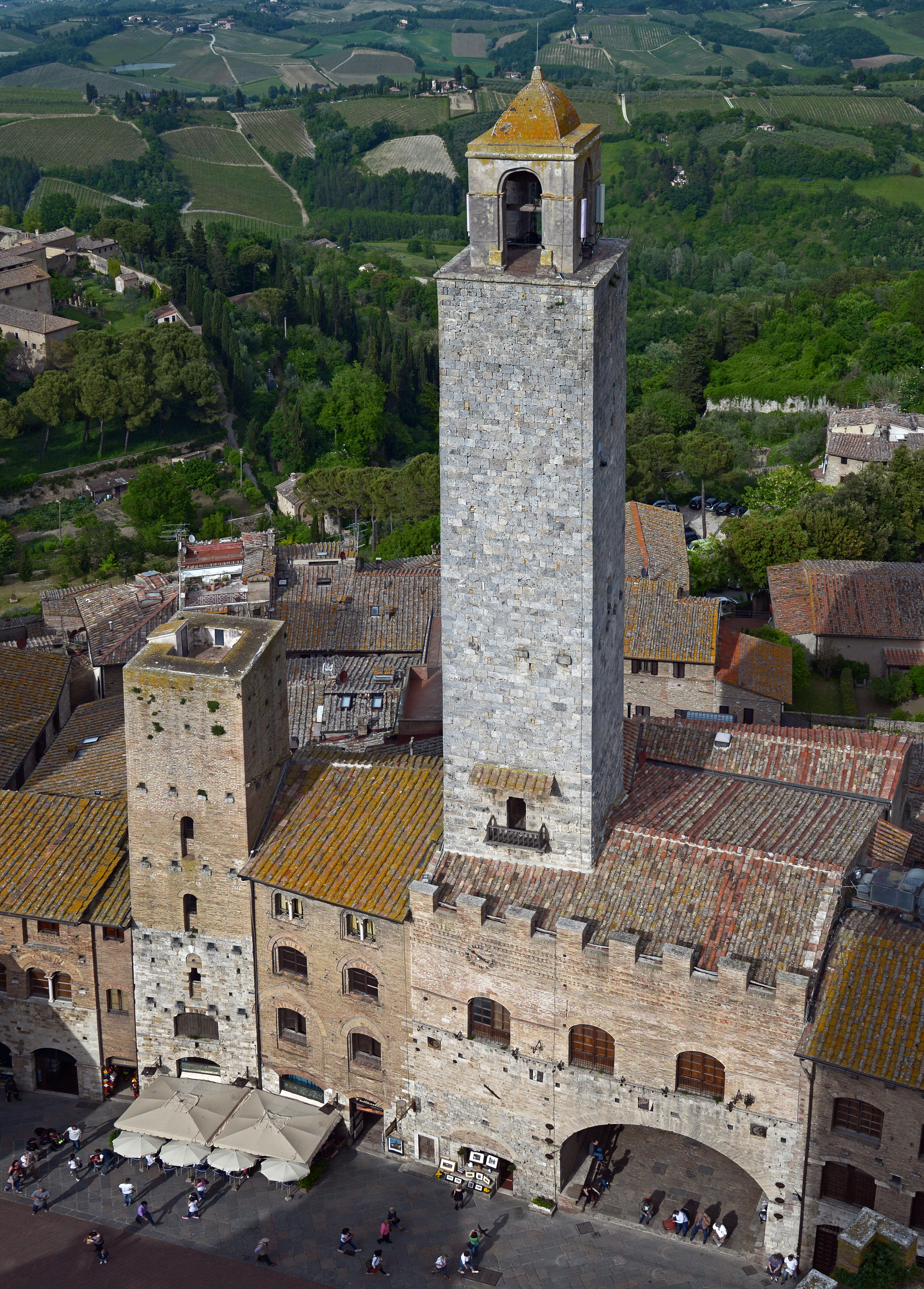
Torre Rognosa und Palazzo del Podestá, Piazza del Duomo

Vom 11. Jahrhundert an dehnte sich das Stadtgebiet entlang der Frankenstraße in nördlicher und südlicher Richtung aus. An die Existenz des früheren Castello, das im Besitz der Bischöfe von Volterra war, erinnern die Via di Castello, eine der ältesten Straßen, und die Kirche von San Lorenzo, die bei der Zugbrücke lag. Diese Bischöfe waren es auch, die die Herrschaft über die sich ausdehnende Stadt ausübten. Erst 1199 gelang es den von den Bürgern gewählten Konsuln, Verträge ohne die Zustimmung des Bischofs zu unterzeichnen. San Gimignano war nie Bischofssitz, sondern gehörte zum kirchlichen Verwaltungsbezirk (Diözese) Volterra und erlangte somit auch keine Stadtrechte. Trotzdem verlief die politische Entwicklung der Landkommune in ähnlichen Schritten wie die der großen Städte. Die Regierung der Konsuln wurde durch den Podestà (einen gewählten Administrator) abgelöst. Diesem standen ein kleiner und ein großer Rat zur Seite. Dem großen Rat gehörte eine bemerkenswert hohe Zahl von 1200 Mitgliedern an, obwohl San Gimignano nur 6000 Einwohner hatte.
Die freie Kommune stritt bis ins 14. Jahrhundert mit den Bischöfen von Volterra in langjährigen Kriegen um Besitzrechte. Sie musste gegen die Nachbarorte Castelfiorentino, gegen Colle und Poggibonsi zu Felde ziehen und nahm auf der Seite des guelfischen Florenz an den großen Machtkämpfen des 13. Jahrhunderts teil. Auch innerhalb der Stadtmauern setzten sich die Kämpfe zwischen Guelfen (Welfen) und Ghibellinen (Waiblingern) fort. Es kam zu blutigen Familienfehden zwischen den Familien der Salvucci (Ghibellinen) und der Ardinghelli (Guelfen).
Ab Mai 1300 hielt sich Dante Alighieri in diplomatischer Mission in San Gimignano auf. Vom 15. Juni bis 15. August 1300 amtierte er als eines von sechs Mitgliedern des Priorats, des höchsten Gremiums der Stadt. Im Jahre 1319 versuchte er in seiner Funktion als führender Florentiner Politiker vergeblich, die verfeindeten Parteien zu versöhnen. Eine Kommune wie San Gimignano konnte sich im 14. Jahrhundert nicht mehr neben den Großmächten behaupten. Im Jahre 1348 wurde die Stadt neben Kriegsverlusten und Familienfehden durch die Pest stark geschwächt. Zwei Drittel der Bevölkerung starben an den Folgen. Vier Jahre später, im Jahre 1352, begab sich die Stadt unter den Schutz von Florenz.
Die Blütezeit der Stadt dauerte 160 Jahre an, ihr Wohlstand beruhte auf Handel und dem Anbau von Safran, mit dem man Seidenstoffe färbte. Auch wurden hier mit Vernaccia aus der Umgebung und Wolle gehandelt. Die Frankenstraße verlor im Spätmittelalter allmählich an Bedeutung, weil der Handel die bequemeren Wege durch die weitgehend trockengelegten Sümpfe der Ebenen vorzog. Die Stadt, die einst Gesetze gegen übertriebenen Luxus erlassen hatte, verarmte.
Bereits in der zweiten Hälfte des 14. Jahrhunderts hatte sich der langsame Niedergang der Stadt abgezeichnet. Nach der Pest erreichte die Stadt lange Zeit nicht wieder eine höhere Einwohnerzahl. Schließlich ging auch der Bau der Geschlechtertürme zurück, da immer weniger Pilger kamen. In den kommenden Jahrhunderten wurden immer mehr der Türme zurückgebaut oder stürzten ein. Nur wenige neue Gebäude wurden im 16. Jahrhundert gebaut. Unter ihnen sind die florentinische Festung „Rocca di Montestaffoli“, die als Verteidigungsanlage gegen Siena gebaut wurde und mehrere kleine Kirchen im Stadtzentrum.
Hochrenaissance (ca. 1500 bis 1530) und Barock (1575 bis 1770) hinterließen in San Gimignano so gut wie keine Spuren. Die Stadt war niemals ein eigenständiges Kunstzentrum. Künstler aus Siena und Florenz malten die Fresken und Altartafeln. Die Paläste und Kirchen zeigen pisanische, sienesische, lucchesische und florentinische Stilmerkmale. In San Gimignano ist die Zeit scheinbar im Jahr 1563 stehengeblieben. Der erste der toskanischen Großherzöge, Cosimo I. de’ Medici, entschied, es dürfen „auch keine geringen Summen“ mehr in diese Stadt investiert werden. Das musste akzeptiert werden, und so ist San Gimignano geblieben, wie es damals war.
Nach dem erneuten Pestausbruch von 1631 sank die Bevölkerung auf nur 3000 Einwohner. Zu dieser Zeit gehörte die Stadt zu den ärmsten Städten im Großherzogtum Toskana. Nachdem die Stadt über mehrere Jahrhunderte nur schlecht instand war und die Mehrheit der Geschlechtertürme eingestürzt war, wurden gegen Ende des 19. Jahrhunderts immer mehr Gebäude im Stil des Historismus „regotisiert“. Die meisten heute noch erhaltenen Geschlechtertürme stammen aus dem frühen 13. Jahrhundert. 1948 zählte die Stadt über 10.000 Einwohner. Heute gehört die Stadt, aufgrund der gut erhaltenen Altstadt, zu den Tourismuszentren in der Toskana.

## Sehenswürdigkeiten

### Im Ortskern

#### Türme

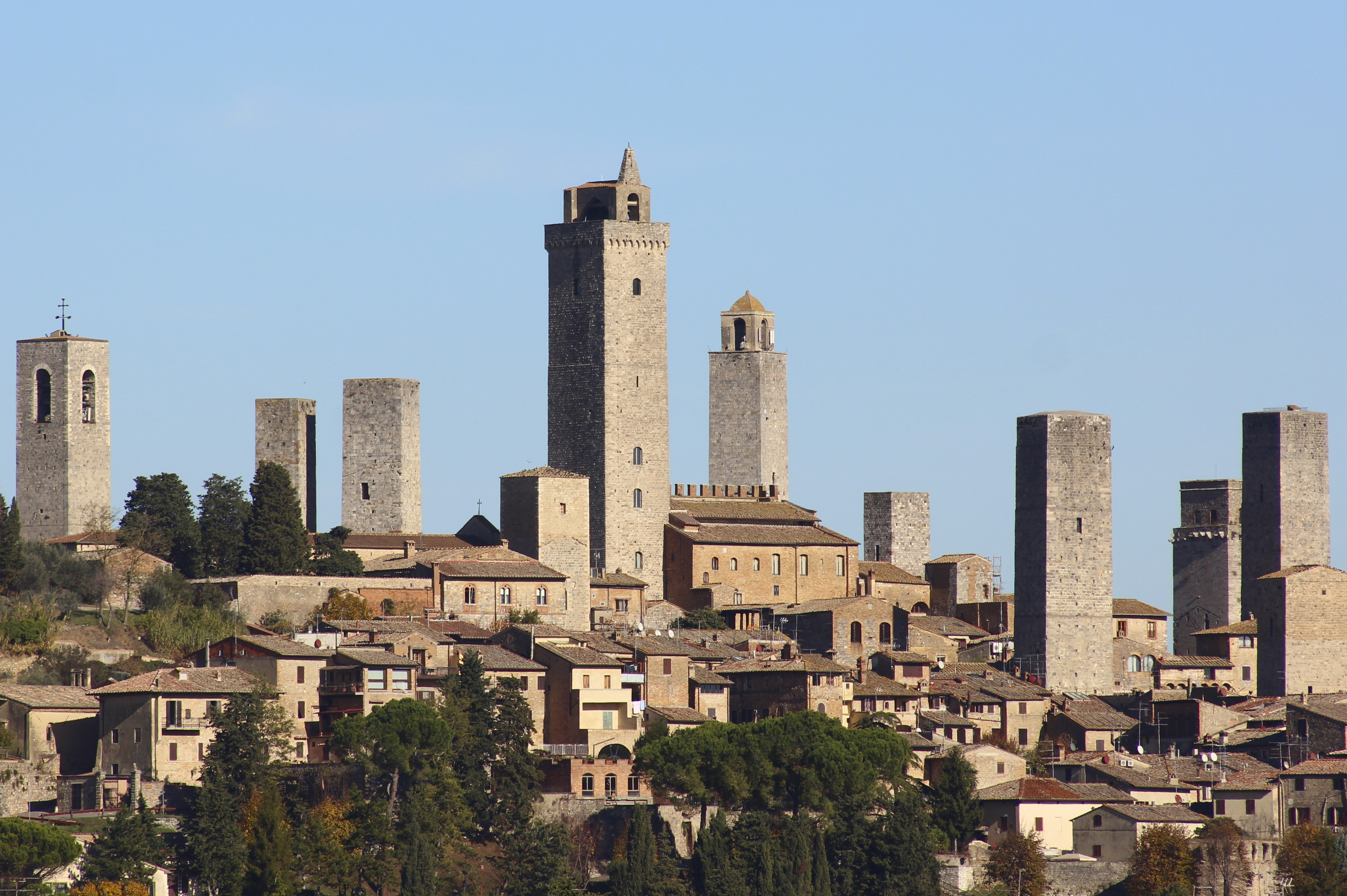
Die Türme von San Gimignano

San Gimignano ist vor allem für seine gut erhaltenen Geschlechtertürme im Stadtkern bekannt. Die Räume der Türme in San Gimignano waren oft sehr klein. In den Obergeschossen waren sie meistens nur ein bis zwei Meter breit. Die Wände sind häufig mehr als zwei Meter dick. Die Türme hatten quadratische Grundflächen und waren oft über 50 Meter hoch. Neben der Nutzung als Wohnturm waren in den Türmen auch Werkstätten untergebracht. Die Bauweise ähnelt der in vielen anderen italienischen Städten in und um der Toskana, wie im benachbarten Florenz, das einen großen Einfluss auf San Gimignano ausübte, Siena, Bologna oder Volterra. Im Verhältnis zur Stadtgröße und einstigen Anzahl an Geschlechtertürmen sind in San Gimignano noch relativ viele Türme erhalten. Zum Vergleich in Bologna sind von ursprünglich 180 Türmen heute noch 20 erhalten, während in San Gimignano von den ursprünglich 72 Türmen heute noch 15 erhalten sind.
Die Türme in San Gimignano waren ein Statussymbol der reichsten Kaufleute der Stadt, was auch erklärt, warum nach dem Rückgang der Pilger ab dem 14. Jahrhundert kaum noch Türme gebaut wurden. Ebenso war dies auch damit zu erklären, dass immer mehr Partrizier anstelle von Türmen ab dem 13. Jahrhundert große Palazzi bauten. Wie in vielen anderen italienischen Städten bauten auch in San Gimignano die Partrizierfamilien immer höher, was dazu führte, dass diese anfällig für Gewitter waren.
Zu den Geschlechtertürmen zählen:
- Torri degli Ardinghelli (Doppelturm, Piazza della Cisterna)
- Torre dei Becci (13. Jahrhundert, Via degli Innocenti / Piazza della Cisterna)
- Torre Campatelli (Via San Giovanni)
- Torre Chigi (vorher Torre Useppi, 1280 errichtet, Piazza Duomo)
- Torre dei Cugnanesi (13. Jahrhundert, Via San Giovanni)
- Torre del Diavolo (Teil des Palazzo dei Cortesi, Piazza della Cisterna)
- Torre Ficarelli (Via San Giovanni)
- Torre Grossa (Teil des Palazzo del Popolo, 54 m, Piazza Duomo)

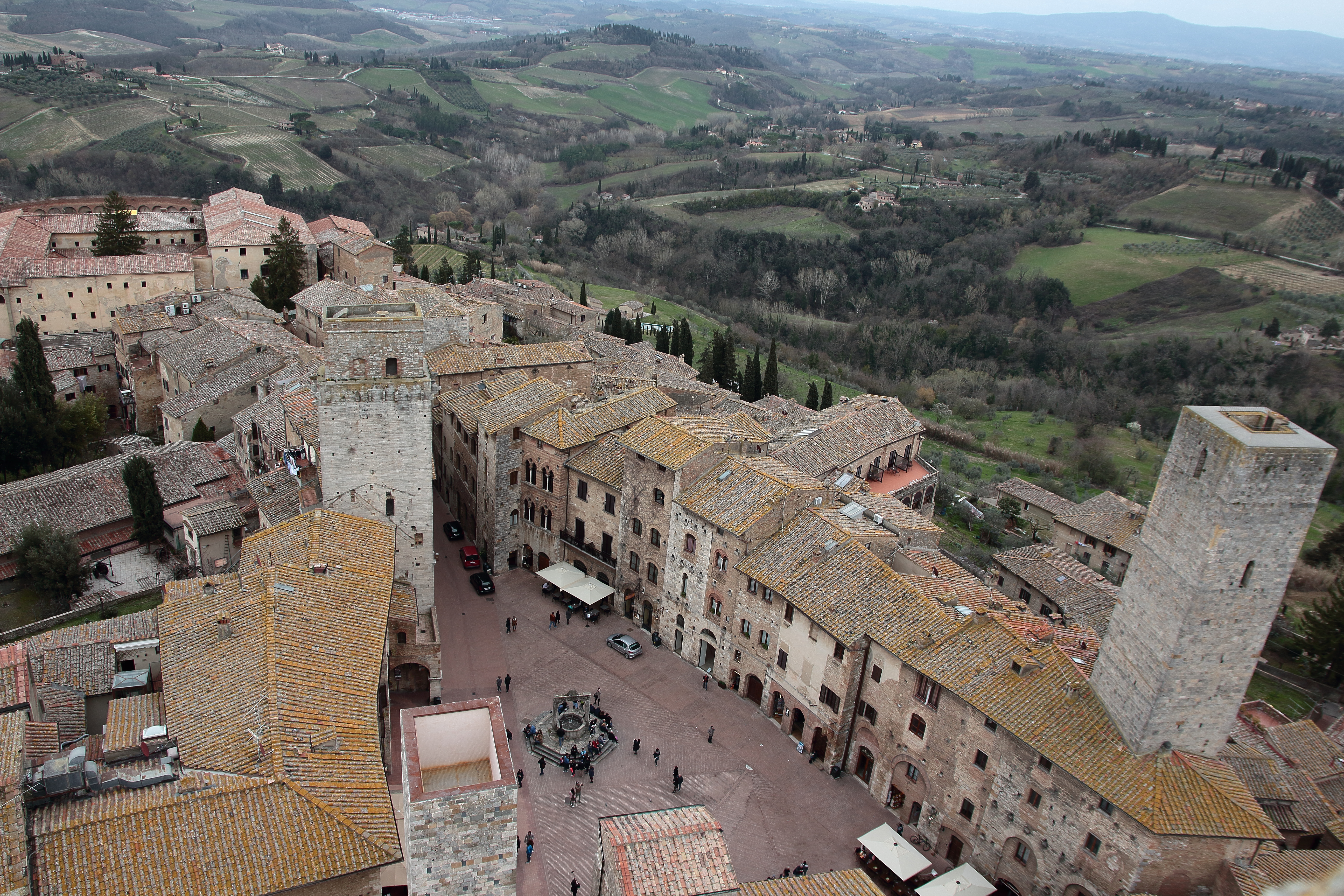
Blick vom Torre Grossa auf die Piazza della cisterna (Richtung Ost-Südost)

- Torre Pettini (Via Oro / Via San Matteo)
- Torre Rognosa (51 m, auch Torre dell’Orologio oder Torre del Podestà, Piazza Duomo)
- Torri dei Salvucci (Zwillingstürme, 13. Jahrhundert, Piazza Duomo): Lokale Reiseführer im Dorf behaupten, dass der Architekt des ikonischen World Trade Centers, Minoru Yamasaki, sich bei seinem Streben nach dem Himmel von der Architektur von San Gimignano inspirieren ließ. Der amerikanische Architekt plante den Bau der beiden Türme des World Trade Centers erst nach seinem Besuch in der skurrilen italienischen Stadt.[10]

#### Stadtbefestigung

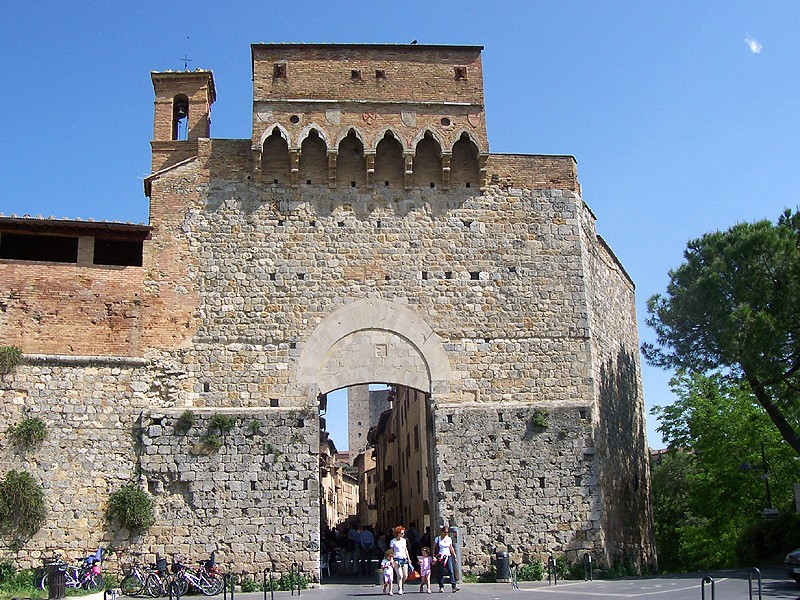
Porta San Giovanni

Der erste Stadtmauerring entstand um 929 und umgab die heutigen Plätze Piazza del Duomo und Piazza della Cisterna. Der zweite Stadtmauerring entstand bis 1214 und ist weitgehend mit den heutigen Stadtmauern identisch. 1251 gab es eine kleine Erweiterung der westlichen Stadtmauern bei der Rocca di Montestaffoli, 1261–1263 eine östliche Erweiterung, die die Gegend um das Kloster San Domenico (damals Santo Stefano) in die Stadtmauern einschloss. Die Bastion Bastione San Francesco entstand im 16. Jahrhundert. Zu den Stadttoren gehören:
- Porta San Giovanni, Stadttor des zweiten Mauerrings, wurde 1262 fertiggestellt.
- Porta delle Fonti, Stadttor des zweiten Mauerrings.
- Porta Quercecchio, Stadttor des zweiten Mauerrings.
- Porta San Matteo, Stadttor des zweiten Mauerrings, wurde 1262 fertiggestellt.
- Porta San Jacopo, Stadttor des zweiten Mauerrings.
- Arco dei Becci, Stadttor des ersten Mauerrings (Via San Giovanni / Piazza della Cisterna).
- Arco della Cancelleria, Stadttor des ersten Mauerrings (Via San Matteo).

#### Palazzo und Festungen
- Palazzo del Popolo (auch Palazzo Comunale und Palazzo Nuovo del Podestá[2]), am Domplatz befindlicher, 1288–1323 erbauter Palast mit Gemälden und Fresken von Lippo Memmi und von Sodoma sowie mit dem 54 m hohen Torre Grossa. Beherbergt heute das Rathaus der Gemeinde.
- Palazzo del Podestá, ehemaliges Rathaus am Domplatz gegenüber dem Dom.
- Palazzo Pratellesi, Via San Giovanni, entstand im 14. Jahrhundert. Enthält das Fresko Sposalizio di Santa Caterina d’Alessandria e Santi von Vincenzo di Benedetto di Chele Tamagni (1528).[2]
- Rocca di Montestaffoli, heutige Burgruine mit Garten. Liegt innerhalb der Stadtmauern und entstand von 1353 bis 1358 durch die Herren aus Florenz über dem antiken Marktplatz (11. Jahrhundert) und dem Konvent der Dominikaner (ab 1332). Wurde 1558 durch Cosimo I. de’ Medici seine Funktion als Festung genommen.[2]

#### Kirchen

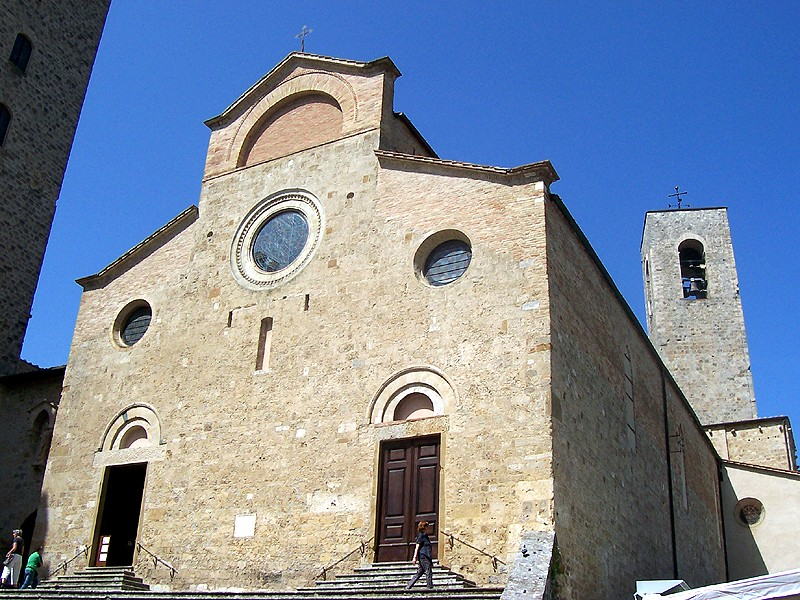
Collegiata Santa Maria Assunta

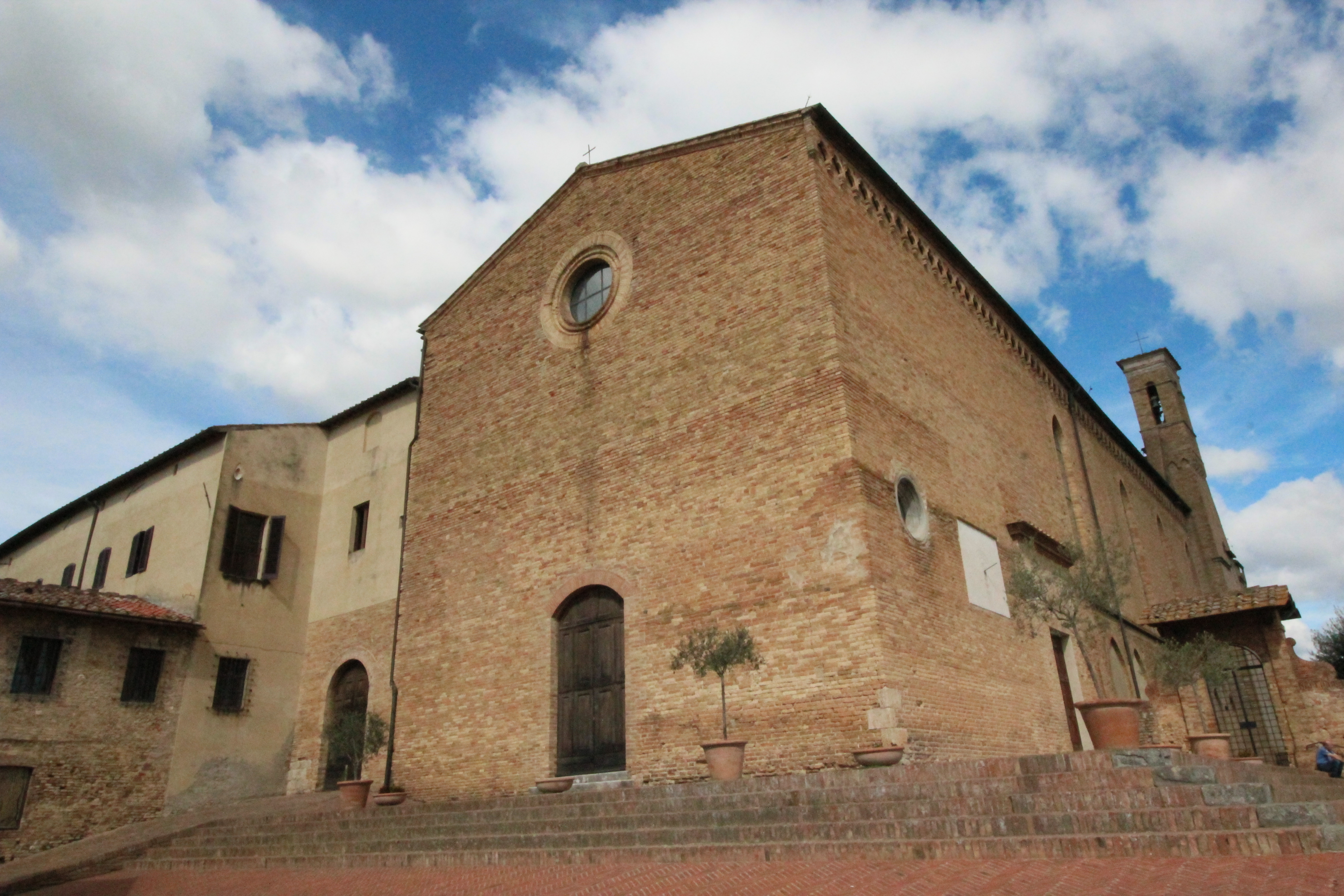
Sant’Agostino

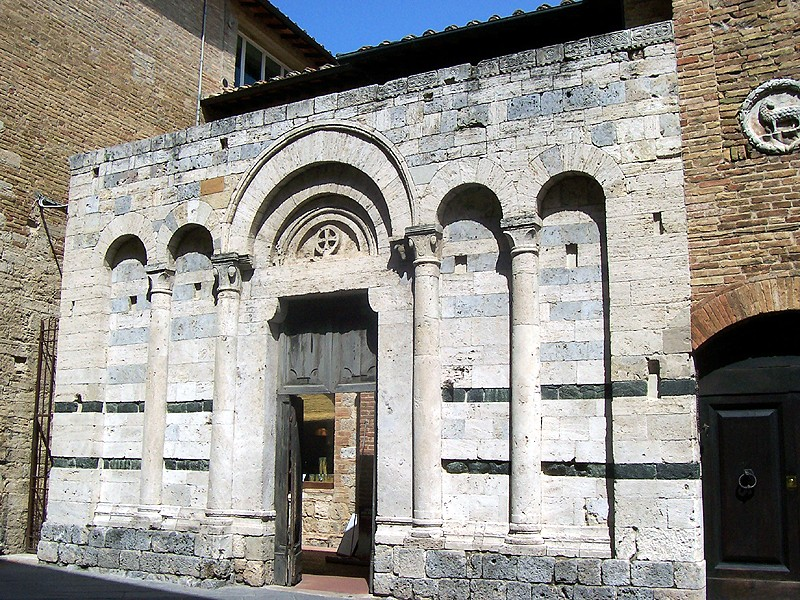
San Francesco

- Collegiata Santa Maria Assunta; ehemaliger Dom aus dem 12. Jahrhundert, 1148 geweiht, 1466 durch Giuliano da Maiano erweitert, hat Fresken des 14. und 15. Jahrhunderts, darunter die 1832 restaurierten von Domenico Ghirlandaio, ferner u. a. Fresken von Bastiano Mainardi, Taddeo di Bartolo und Benozzo Gozzoli.
- Sant’Agostino, von 1280 bis 1298 errichtete Kirche mit 17 Fresken aus dem Leben des heiligen Augustinus von Benozzo Gozzoli (1463–65).
- San Bartolo, entstand wahrscheinlich im 12. Jahrhundert. Die Fassade stammt aus dem 13. Jahrhundert.[11]
- Santa Chiara, entstand 1448 als Spedale di Santa Croce. Enthielt die Werke Madonna col Bambino e Santi von Memmo di Filipuccio und Crocifisso von Coppo di Marcovaldo. Beide Werke befinden sich heute im Museo Civico.[11]
- San Domenico, ehemaliges Kloster, das im 14. Jahrhundert über der Kirche Santo Stefano entstand und bis 1787 aktiv war. Der Gebäudekomplex diente von 1833 bis 1922 als Gefängnis.[12]
- San Francesco, Kirchenruine an der Via San Giovanni. Entstand im 13. Jahrhundert als Teil des Spedale gerosolimitano di San Giovanni und erhielt 1553 den heutigen Namen.[11]
- San Girolamo, 1337 entstandenes Kloster und Kirche. Hat auf dem Hochaltar von Vincenzo di Benedetto di Chele Tamagni das Werk Madonna col Bambino, San Giovanni Gualberto, San Giovanni Battista, San Benedetto e San Girolamo, 1522 entstanden.[11]
- San Jacopo al Tempio, Kirche aus dem 13. Jahrhundert am Stadttor Porta San Jacopo. Enthält Fresken des Memmo di Filipuccio (Madonna col Bambino fra i Santi Giacomo Maggiore e Giovanni Evangelista) und des Pier Francesco Fiorentino (San Jacopo Maggiore).[11]
- San Lorenzo al Ponte, 1240 entstandene Kirche, enthält Werke von Cenni di Francesco di ser Cenni.[11]
- Madonna dei Lumi, Kirche an der Porta San Giovanni. Entstand 1601.[11]
- San Pietro (San Pietro in Forliano), Kirche, die im 13. Jahrhundert vergrößert wurde. Enthält von Memmo di Filipuccio die Werke Annunciazion, Madonna in trono tra due sante und Adorazione dei Magi.[11]

#### Museen
- Galleria continua, Galerie für Gegenwartskunst.
- SanGimignano1300: Die Nachbildung der Stadt zeigt die Entwicklung des Ortes.
- Museo Civico, städtisches Museum. Zum Museum gehört der „Torre Grossa“ aus dem 13. Jahrhundert. Der Geschlechterturm ist der einzige in San Gimignano, der besichtigt und bestiegen werden kann.
- Museo d’Arte Sacra, religiöses Kunstmuseum. Die Ausstellungsstücke stammen aus dem Mittelalter bis hin zum 16. Jahrhundert.
- Museo Ornitologico, Museum in der ehemaligen Kirche Chiesa del Quercecchio.[13]
- Museo della Tortura, Museum der Foltergeschichte.

### In den Ortsteilen

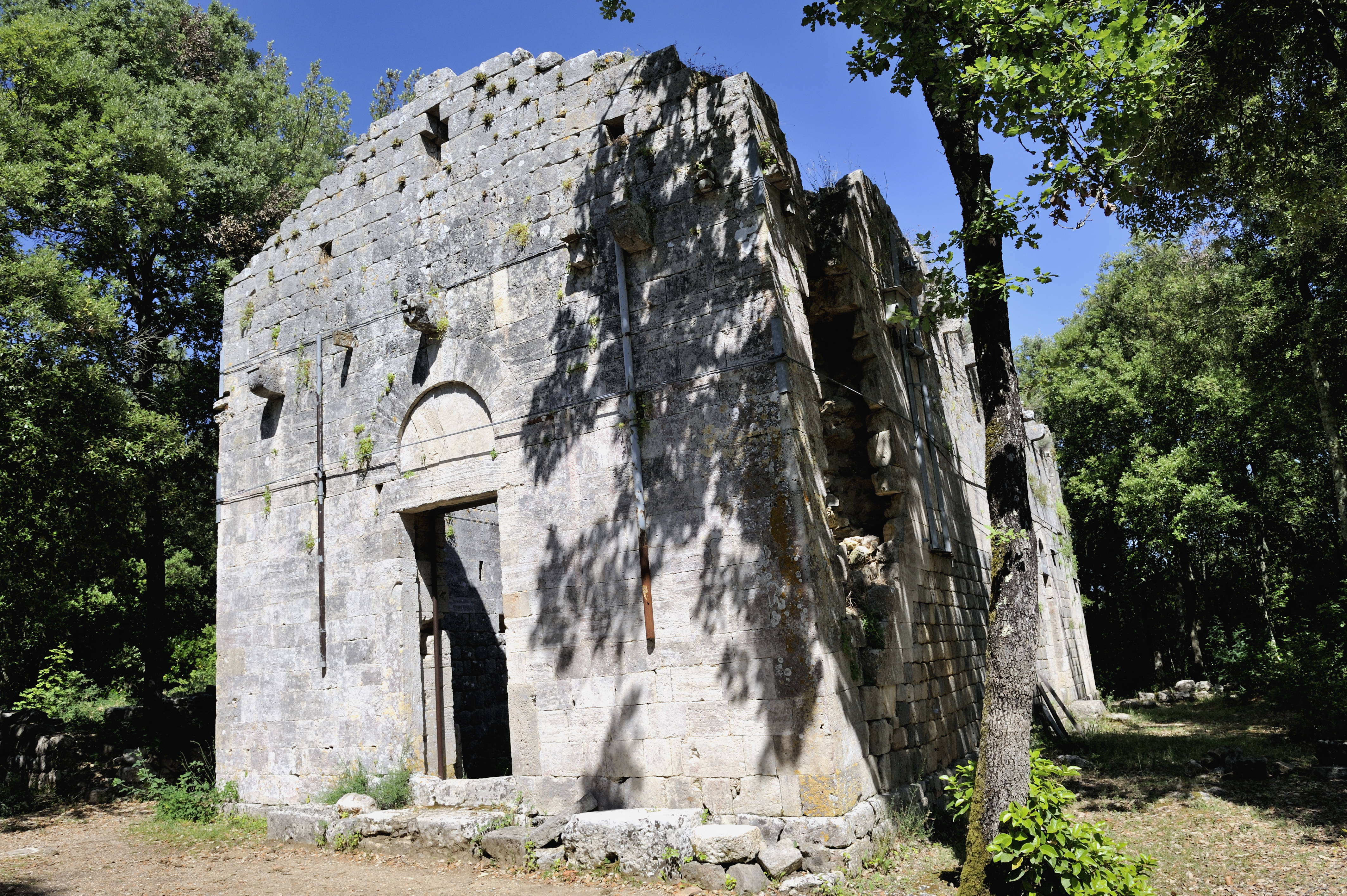
Kirchenruine Santi Frediano e Giovanni a Castelvecchio

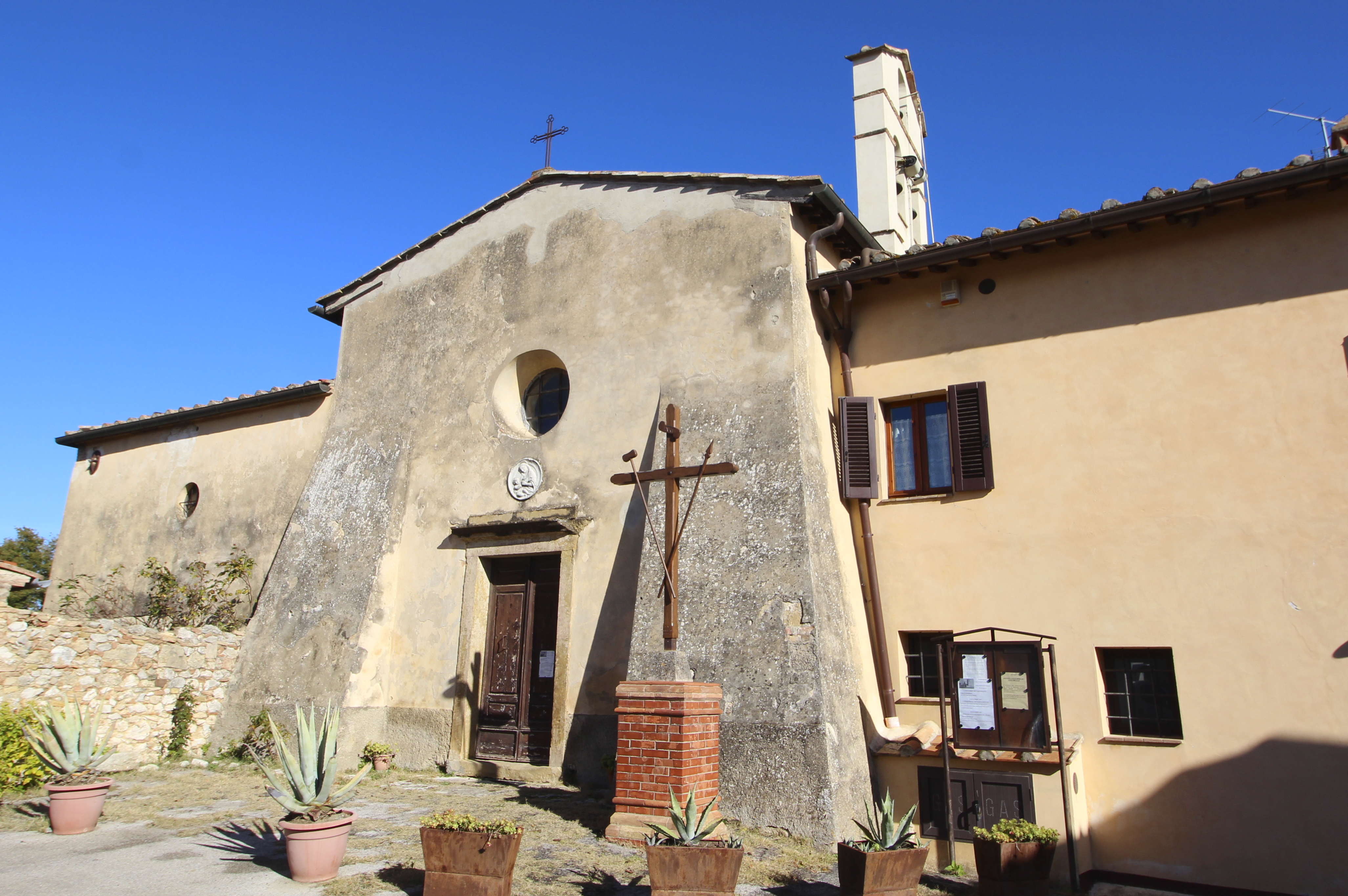
Die Kirche Santa Lucia im Ortsteil Santa Lucia

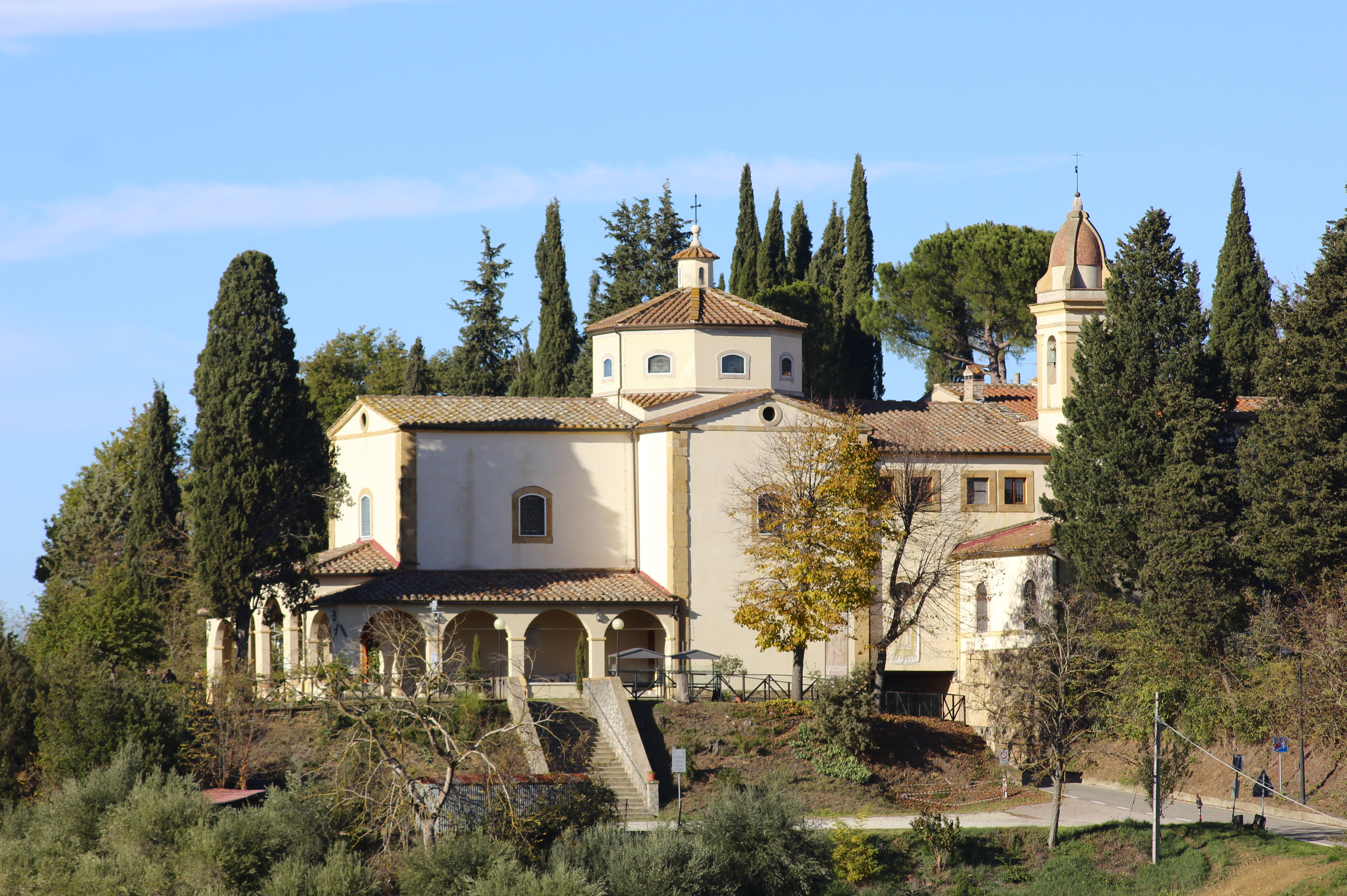
Santuario di Maria Santissima Madre della Divina Provvidenza in Pancole

- Castelvecchio di San Gimignano, Burg- und Kirchenruine (Santi Frediano e Giovanni). Die Burg und die Kirche werden 1140 und 1144 erstmals erwähnt. Der Niedergang des Ortes begann im 16. Jahrhundert, die Kirche war bis 1866 aktiv.[14]
- San Bartolomeo, Kirche im Ortsteil Ulignano.
- Santa Cristina, Kirche im Ortsteil Castel San Gimignano (14. Jahrhundert).[15]
- San Donato, Kirche im Ortsteil San Donato. Wurde am 3. August 1220 von Papst Honorius III. erwähnt.[16]
- Santi Ippolito e Silvestro, Kirche in Racciano (13. Jahrhundert).[17]
- San Lorenzo a Casaglia, Kirche in Casaglia (12. Jahrhundert).[18]
- Santa Lucia (Santa Lucia a Barbiano), Kirche im Ortsteil Santa Lucia (12. Jahrhundert).[19]
- Santa Lucia a San Benedetto, Kirche im Ortsteil San Benedetto.
- Santa Maria a Villacastelli, Kirche im Ortsteil Villacastelli (13. Jahrhundert).[20]
- Santa Maria Assunta a Cellole, Kirche in Cellole, die bereits 1034 erwähnt und 1237 neu errichtet und geweiht wurde.[11]
- Santa Maria Assunta a Monte Oliveto Minore, Kirche und Kloster zwischen dem Ortskern und dem Ortsteil Santa Lucia. Entstand 1340 und wurde 1458 vergrößert. Enthält von Vincenzo di Benedetto di Chele Tamagni das Werk Madonna con due monaci.[11]
- Santuario di Maria Santissima Madre della Divina Provvidenza, Sanktuarium in Pancole, 1670 entstanden.[21]
- San Michele a Casale, Kirche in Casale. Wurde am 3. August 1220 von Papst Honorius III. erwähnt.[22]
- San Michele a Strada, Kirche in Strada (12. Jahrhundert).[23]
- San Pietro, Kirche in Ciuciano nahe dem Ortsteil Ranza (13. Jahrhundert).[24]
- Santo Sepolcro e Santa Maria a Elmi, Kirche und Kloster im Ortsteil Badia a Elmi (11. Jahrhundert).[25]

## Wirtschaft
Heute lebt die Stadt großenteils von ihrer pittoresken Sehenswürdigkeit, die ihr zehntausende von Touristen pro Jahr verschafft.

## Sport
Der Frauenfußballverein Florentia San Gimignano SSD spielt seit 2018 in der höchsten italienischen Liga, der Serie A Femminile.

## Weine
- Vernaccia di San Gimignano, DOCG-Weißwein
- San Gimignano, DOC-Weine (rot, rose und Vin Santo)

## Medien
- Der Film Tee mit Mussolini (1999) wurde von Franco Zeffirelli u. a. in San Gimignano gedreht und handelt von der Internierung britischer Staatsbürger unter dem faschistischen Regime im Zweiten Weltkrieg.[26]
- In dem von Ubisoft Montreal entwickelten und 2009 erschienenen Videospiel Assassin’s Creed II ist das San Gimignano des späten 15. Jahrhunderts einer der vier Hauptschauplätze.
- Die Handlung von Skulduggery Pleasant – Die Hölle bricht los des irischen Autors Derek Landy aus dem Jahr 2023 spielt hauptsächlich in San Gimignano.[27]

## Verkehr
- Der Bahnhof Poggibonsi-San Gimignano liegt an der Bahnstrecke Siena-Empoli, hierbei gibt es auch Direktverbindungen nach Florenz. Der Bahnhof liegt in Poggibonsi, ca. 10 km östlich von San Gimignano.
- Die nächstgelegene Anschlussstelle an den Fernverkehr ist die Anschlussstelle Poggibonsi Nord an der RA3, ca. 10 km entfernt.

## Gemeindepartnerschaften
San Gimignano unterhält Gemeindepartnerschaften mit:
- Meersburg am Bodensee, seit 2002.[28]
- Mestia, seit 1975.[29]
- Český Krumlov, Tschechien, seit 2008.[30]

## Söhne und Töchter der Gemeinde
- Santa Fina (1238–1253), Heilige
- Folgóre da San Gimignano (um 1270– um 1332), Dichter
- Filippo Buonaccorsi (lateinisch Philippus Callimachus Experiens) (1437–1497), polnisch-italienischer Humanist und Staatsmann der Renaissance
- Bastiano Mainardi (1460–1513), Maler
- Vincenzo di Benedetto di Chele Tamagni (1492–um 1530), Maler
- Giovanni Antonio Dosio (1533–1611), Architekt und Bildhauer
- Felice Ficherelli (1605–1660), Maler